# Velozimin dehidrogenaza
Velozimin dehidrogenaza (EC 1.1.1.273, veloziminska dehidrogenaza) je enzim sa sistematskim imenom 10-dezoksisarpagin:NADP+ oksidoreduktaza. Ovaj enzim katalizuje sledeću hemijsku reakciju
10-dezoksisarpagin + NADP+ {\displaystyle \rightleftharpoons } velozimin + NADPH + H+
Veloziminska dehidrogenaza takođe deluje na srodne alkaloide sa endo-aldehidnom grupom, kao što je velozimin (ista stereohemija na C-16), ali samo neznatno aktivan na ekso-aldehidima. Prisutan je u mnogim ćelijskim suspenzionim kulturama biljki iz familije Apocynaceae.

## Literatura
- Nicholas C. Price; Lewis Stevens (1999). Fundamentals of Enzymology: The Cell and Molecular Biology of Catalytic Proteins (Third изд.). USA: Oxford University Press. ISBN 019850229X.
- Eric J. Toone (2006). Advances in Enzymology and Related Areas of Molecular Biology, Protein Evolution (Volume 75 изд.). Wiley-Interscience. ISBN 0471205036.
- Branden C; Tooze J. Introduction to Protein Structure. New York, NY: Garland Publishing. ISBN 0-8153-2305-0.
- Irwin H. Segel. Enzyme Kinetics: Behavior and Analysis of Rapid Equilibrium and Steady-State Enzyme Systems (Book 44 изд.). Wiley Classics Library. ISBN 0471303097.

## Spoljašnje veze
- Vellosimine+dehydrogenase на 